# Gerdas Schweigen
Gerdas Schweigen (Tăcerea Gherdei) este un film documentar german care a fost produs în anul 2008 în regia lui Britta Wauer. Filmul se bazează pe povestirea tantei Gerda, mătușa moderatorului german Knut Elstermann. 

## Conținut
Gerda Schrade, provine dintr-o familie de evrei polonezi. În 1939 părinții ei sunt deportați ca evrei, iar ea ca să scape de deportare este obligată să coase haine de blană pentru armata germană (Wehrmacht). Gerda se ascunde în Berlin, fiind descoperită de gestapo, este deportată la Auschwitz. În lagărul de concentrare naște o fetiță, care provine dintr-o relație cu un negustor maghiar de blănuri. Copilul moare, în urma așa numitelor "cercetări medicale" ale doctorului Mengele. În ianuarie 1945 cu ajutorul unui dezertor german, Gerda evadează și eimigrează în Statele Unite. Regizoarea caută să redea secvențe din relația dificilă a mătușii Gerda cu nepotul ei Knut Elstermanns. Britta Wauer tratează cu respect figura fascinantă a mătușii, care chiar în clipele deosebit de grele din Auschwitz, nu și-a pierdut curajul și care a rupt tăcerea, după 30 de ani în New York.

## Distincții
- 2009:Premiat ca cel mai bun film documentar la Festivalul Filmului din Mecklenburg-Vorpommern